# Russulàcies
Les russulàcies (Russulaceae) són una família de fongs de l'ordre dels russulals (Russulales). Conté gairebé 2.000 espècies, que típicament tenen cossos fructífers amb estípit fràgil similar al guix, que es trenca amb un crac distintiu amb la carn porosa.

## Gèneres
Aquesta família està dominada per dos gèneres:
- El gènere Russula, amb unes 1.400 espècies.[1] No exsuden una substància lletosa quan es tallen al contrari que en el gènere Lactarius. Hi ha diverses espècies comestibles (Russula vesca, Russula virescens o Russula aurata).
- El gènere Lactarius, o esclata-sangs, amb unes 500 espècies, caracteritzat per capells i tiges que exsuden una substància similar a la llet ("làtex") quan s'espremen o tallen i hifes lactíferes, és un gran gènere de fongs micorrizals. El rovelló L. deliciosus és un fong comestible molt apreciat a la Conca del Mediterrani.

Altres gèneres de russulàcies inclouen Boidinia, Gloeopeniophorella, Lactifluus, Multifurca i Pseudoxenasma.

## Paràsits
Membres tant de Lactarius com de Russula són susceptibles de ser parasitats pel fong Hypomyces lactifluorum. Aquests fongs també poden ser parasitats per la planta Monotropa uniflora, una planta micoheteròtrofa sense clorofil·la.